# Next Generation ATP Finals 2022
Le Next Generation ATP Finals 2022 sono state un torneo di tennis giocato sul cemento indoor, 5ª edizione delle Next Generation ATP Finals. Questo torneo di fine anno, dedicato ai migliori giocatori Under-21 dell'ATP Tour 2022, si è giocato all'Allianz Cloud di Milano, in Italia, dall'8 al 12 novembre 2022.
Carlos Alcaraz era il detentore del titolo ma ha deciso di non partecipare in quanto qualificato per le ATP Finals 2022 (a cui è poi stato costretto a dare forfait per infortunio.)

## Regolamento
Il torneo prevede lo stesso format della precedente edizione ma con alcune novità. Sin dalla loro nascita le Next Generation ATP Finals si sono sempre dimostrate all'avanguardia nel tema "modifiche" rispetto al regolamento classico del tennis. Sono due le nuove regole introdotte a partire da quest’edizione:
- Shot clock più corto: da 25 secondi a 15.

- Al termine del primo game di ogni set non avverrà il cambio campo.

## Partecipanti
Hanno partecipato i migliori classificati della ATP Race to Milan. I giocatori devono avere 21 anni o meno.
- I giocatori in "oro" si sono qualificati.
- I giocatori in "oro scuro" si sono qualificati ma hanno rinunciato al torneo.

| Classifica finale della Race to Milan (31 ottobre 2022) | Classifica finale della Race to Milan (31 ottobre 2022) | Classifica finale della Race to Milan (31 ottobre 2022) | Classifica finale della Race to Milan (31 ottobre 2022) | Classifica finale della Race to Milan (31 ottobre 2022) |
| #                                                       | ATP Rank                                                | Giocatore                                               | Punti                                                   | Anno di nascita                                         |
| ------------------------------------------------------- | ------------------------------------------------------- | ------------------------------------------------------- | ------------------------------------------------------- | ------------------------------------------------------- |
| -                                                       | 1                                                       | Carlos Alcaraz                                          | 6 640                                                   | 2003                                                    |
| -                                                       | 12                                                      | Jannik Sinner                                           | 2 400                                                   | 2001                                                    |
| -                                                       | 18                                                      | Holger Rune                                             | 1 888                                                   | 2003                                                    |
| 1                                                       | 23                                                      | Lorenzo Musetti                                         | 1 696                                                   | 2002                                                    |
| 2                                                       | 45                                                      | Jack Draper                                             | 945                                                     | 2001                                                    |
| 3                                                       | 50                                                      | Brandon Nakashima                                       | 906                                                     | 2001                                                    |
| 4                                                       | 75                                                      | Jiří Lehečka                                            | 833                                                     | 2001                                                    |
| 5                                                       | 90                                                      | Tseng Chun-hsin                                         | 765                                                     | 2001                                                    |
| 6                                                       | 122                                                     | Francesco Passaro                                       | 656                                                     | 2002                                                    |
| 7                                                       | 116                                                     | Dominic Stricker                                        | 639                                                     | 2002                                                    |
| 8                                                       | 140                                                     | Matteo Arnaldi                                          | 407                                                     | 2001                                                    |
| Riserve                                                 |                                                         |                                                         |                                                         |                                                         |
| 9                                                       | 129                                                     | Luca Nardi                                              | 401                                                     | 2003                                                    |
| 10                                                      | 141                                                     | Timofej Skatov                                          | 380                                                     | 2001                                                    |

### Gruppi
| Gruppo A          | Gruppo B         |
| Matteo Arnaldi    | Lorenzo Musetti  |
| Brandon Nakashima | Jack Draper      |
| Jiří Lehečka      | Tseng Chun-hsin  |
| Francesco Passaro | Dominic Stricker |

## Calendario

### Giorno 1: 8 novembre
| Incontri all'Allianz Cloud | Incontri all'Allianz Cloud | Incontri all'Allianz Cloud | Incontri all'Allianz Cloud    |
| Gruppo                     | Vincitori                  | Perdenti                   | Punteggio                     |
| -------------------------- | -------------------------- | -------------------------- | ----------------------------- |
| Gruppo Verde               | Jiří Lehečka [5]           | Francesco Passaro [8]      | 4–1, 4–3(7), 4–1              |
| Gruppo Rosso               | Lorenzo Musetti [2]        | Tseng Chun-hsin [6]        | 4–2, 4–2, 4–2                 |
| Gruppo Verde               | Brandon Nakashima [4]      | Matteo Arnaldi [9]         | 2–4, 4–3(7), 4–3(4), 3–4, 4–2 |
| Gruppo Rosso               | Dominic Stricker [7]       | Jack Draper [3]            | 4–3(5), 4–3(5), 4–3(5)        |

### Giorno 2: 9 novembre
| Incontri all'Allianz Cloud | Incontri all'Allianz Cloud | Incontri all'Allianz Cloud | Incontri all'Allianz Cloud             |
| Gruppo                     | Vincitori                  | Perdenti                   | Punteggio                              |
| -------------------------- | -------------------------- | -------------------------- | -------------------------------------- |
| Gruppo Verde               | Francesco Passaro [8]      | Matteo Arnaldi [9]         | 4–3(7), 2–4, 3(4)–4, 4–3(4), 4–3(8)    |
| Gruppo Verde               | Brandon Nakashima [4]      | Jiří Lehečka [5]           | 4–1, 4–3(2), 4–2                       |
| Gruppo Rosso               | Jack Draper [3]            | Tseng Chun-hsin [6]        | 1–4, 4–2, 4–3(2), 4–2                  |
| Gruppo Rosso               | Dominic Stricker [7]       | Lorenzo Musetti [2]        | 4–3(5), 4–3(6), 3(7)–4, 3(6)–4, 4–3(3) |

### Giorno 3: 10 novembre
| Incontri all'Allianz Cloud | Incontri all'Allianz Cloud | Incontri all'Allianz Cloud | Incontri all'Allianz Cloud |
| Gruppo                     | Vincitori                  | Perdenti                   | Punteggio                  |
| -------------------------- | -------------------------- | -------------------------- | -------------------------- |
| Gruppo Verde               | Jiří Lehečka [5]           | Matteo Arnaldi [9]         | 4–3(5), 4–1, 4–3(4)        |
| Gruppo Verde               | Brandon Nakashima [4]      | Francesco Passaro [8]      | 4–3(4), 4–2, 4–1           |
| Gruppo Rosso               | Dominic Stricker [7]       | Tseng Chun-hsin [6]        | 4–2, 4–1, 4–2              |
| Gruppo Rosso               | Jack Draper [3]            | Lorenzo Musetti [2]        | 4–1, 4–0, 4–3(3)           |

### Giorno 4: 11 novembre
| Incontri all'Allianz Cloud | Incontri all'Allianz Cloud | Incontri all'Allianz Cloud | Incontri all'Allianz Cloud |
| Gruppo                     | Vincitori                  | Perdenti                   | Punteggio                  |
| -------------------------- | -------------------------- | -------------------------- | -------------------------- |
| Semifinale                 | Jiří Lehečka [5]           | Dominic Stricker [7]       | 4–1, 4–3(4), 2–4, 4–1      |
| Semifinale                 | Brandon Nakashima [4]      | Jack Draper [3]            | 4–3(6), 1–4, 4–2, 4–3(5)   |

### Giorno 5: 12 novembre
| Incontri all'Allianz Cloud | Incontri all'Allianz Cloud | Incontri all'Allianz Cloud | Incontri all'Allianz Cloud |
| Gruppo                     | Vincitore                  | Perdente                   | Punteggio                  |
| -------------------------- | -------------------------- | -------------------------- | -------------------------- |
| Finale                     | Brandon Nakashima [4]      | Jiří Lehečka [5]           | 4–3(5), 4–3(6), 4–2        |

## Campioni

### Singolare
Brandon Nakashima ha sconfitto in finale  Jiří Lehečka con il punteggio di 4–3(5), 4–3(6), 4–2.